# La recuperación de Bahía de Todos los Santos
La recuperación de Bahía de Todos los Santos  es un óleo de Juan Bautista Maíno (1580-1649) pintado entre 1634 y 1635 con destino al Salón de Reinos del Palacio del Buen Retiro, conservado en el Museo del Prado. 
El cuadro le fue encargado al pintor a finales de 1634 y lo entregó acabado el 16 de junio de 1635, cuando cobró por él los doscientos ducados en que fue tasado. Con otros once cuadros de distintas manos formaba una serie de batallas destinada a conmemorar las victorias de las armas españolas en los primeros momentos de la Guerra de los Treinta Años, conforme a un proyecto del conde-duque de Olivares puesto en ejecución por el protonotario de Aragón Jerónimo de Villanueva. Aparece citado en 1701 en la testamentaría de Carlos II en el palacio del Buen Retiro como «la toma del Brasil por Don Fadrique toledo de mano de Vn Religioso dominico flamenco tasado en Ziento y Veinte doblones». Llevado a París tras la ocupación francesa con destino al Museo Napoleón y reintegrado en 1815, se incorporó en 1827 al Museo del Prado.
El hecho conmemorado es la recuperación en la Jornada del Brasil de 1625 de la plaza de Salvador de Bahía de Todos los Santos, que los holandeses habían tomado un año antes, por una flota hispano-portuguesa formada por cincuenta y dos barcos y doce mil hombres al mando de Fadrique de Toledo. La noticia de la victoria fue recibida en la península con numerosas muestras de alegría y a ella dedicó Lope de Vega una obra teatral estrenada en noviembre del mismo año con el título El Brasil restituido, en la que se inspiró el pintor dominico.

## Descripción de la obra
Para los mentores del programa decorativo del Salón de Reinos, la recuperación de Bahía por un ejército conjunto castellano y portugués ejemplificaba como ninguna otra de las victorias allí representadas los beneficios que cabía esperar del proyecto de Unión de Armas presentado por el conde-duque de Olivares. Cuando los desprevenidos habitantes de Bahía, expulsados de la ciudad por los holandeses, lo daban todo por perdido, escribió Juan Antonio de Vera y Zúñiga en su biografía del conde-duque, «para confusión suya les dio Dios la gran mano de Felipe IV y la ardiente solicitud del Conde de Olivares», demostrando «que tales peligros con ninguna otra cosa se previenen que con vivir unidos y armados; de lo qual nace la plaza segura». Como símbolo de los beneficios que al conjunto de los territorios de la monarquía podía reportar la Unión de Armas al tiempo que de la magnanimidad del monarca, era este el único cuadro de la serie de batallas en el que hacían acto de presencia el rey y el conde-duque, bien que su presencia fuese figurada y no real, en el tapiz que en el plano medio muestra don Fadrique a los derrotados holandeses. Lo representado, que no responde a ningún hecho realmente ocurrido, ilustra uno de los momentos culminantes de El Brasil restituido de Lope de Vega: el momento en que la guarnición holandesa presenta sus condiciones para la capitulación que don Fadrique rechaza pues, dice, no se le ha enviado a concederles mercedes sino a castigar su insolencia, aunque inmediatamente después, terminando el tercer acto, ante un retrato del rey y en su nombre les otorga un generoso perdón, que hará posible su repatriación en dignas condiciones :

Mas porque conozco el pecho
de aquel divino monarca
que, cuando es juez severo,
sabrá ser padre piadoso,
reconociendo su imperio
desde aquí le quiero hablar,
y porque en mi tienda tengo
su retrato, mientras le hablo
pon la rodilla en el suelo.
Descúbrese el retrato de S. M. Felipe IV, que Dios guarde.
Magno Felipe, esta gente
pide perdón de sus yerros;
¿quiere Vuestra Majestad
que esta vez los perdonemos?
Parece que dijo sí.
Ciérrase
Pues el perdón os concedo.

En el tapiz que muestra don Fadrique a los soldados holandeses arrodillados acompañan al rey, coronándolo de laurel, la diosa Minerva y el conde-duque de Olivares, con la espada de la justicia y el olivo de la paz y de la misericordia, mas también de su nombre, otorgando así al valido un protagonismo destacado en las victorias y los anhelos de paz, corroborado en la radiografía en la que se aprecia que las figuras de Olivares y de Minerva las pintó Maíno originalmente de menor tamaño que la de Felipe IV. El rey, vestido de media coraza con el bastón de mando y la palma de la victoria que le entrega la diosa de la guerra, se alza sobre la figura de un hombre semidesnudo que muerde furioso una cruz rota, imagen alegórica de la Herejía derrotada por el monarca al arrebatar Salvador de Bahía a los herejes holandeses. A los pies de Olivares otras dos figuras alegóricas, según la Iconología de Cesare Ripa, representan el Furor con las manos atadas a la espalda, como derrotado por la Razón, y el Fraude o la Hipocresía, como figura femenina con doble cara, las manos invertidas y en ellas una rama de olivo como emblema de la paz que ofrece engañosamente, solo para apuñalar por la espalda con la daga que esconde en la otra mano, imagen, quizá, del maquiavelismo repudiado por Olivares. Sobre el dosel, en una cartela que sostienen dos angelotes, la inscripción latina «sed dextera tva» tomada del Salmo 43,4 de la Vulgata, otorga la victoria a la intervención divina. El fraile dominico colocaba en último extremo la victoria en manos de Dios de una forma no muy distinta a como lo hacía el propio conde-duque de Olivares en carta al conde de Gondomar, embajador de España en Londres, tratando de la victoria en Breda y de los avances en Bahía: «¡Ánimo, señor mío!, Dios es español y lucha por nuestra nación estos días», apreciación que pudo completar cinco días más tarde, al llegar las noticias de la captura de Bahía:

La victoria de Brasil no es menos buena que la de Breda (...) Recobróse el día de San Felipe y Santiago, y aunque a los principios hubo sangre de todas partes y murieron algunos soldados particulares de los nuestros, pero después se rindieron los enemigos a la clemencia del general, salvaron las vidas, y mejoraron nuestra reputación, que el perdonar a los rendidos gloria es de las armas de S.M.; y querrá Dios que la clemencia obre en nuestro favor más que el cuchillo. Sucesos son estos en que se conoce que Dios asiste a su causa, y como los fines de S.M. se enderezan a solo defenderla sin otra pretensión humana, y los ministros en lo que nos toca concurrimos a su imitación, podemos esperar que en todas partes nos ha de favorecer y prosperar esta monarquía.

Uno de esos soldados que vertieron su sangre en el mes escaso que duró el asedio es lo que eligió representar Maíno en el primer término como demostración de los dramáticos efectos de la guerra. Un arcabucero herido en el pecho, con la cabeza reposada en el regazo de un compañero, centra la atención de un grupo de mujeres que lo atienden solícitas en presencia de varias figuras masculinas que comentan el suceso apuntando con sus índices al soldado caído. Maíno pudo servirse aquí nuevamente de unos versos de Lope para concebir la escena:

¡Oh duro, sangriento Marte!
¡Ay Musas, entristeceos,
porque a don Rodrigo Ramírez
le pasa una bala el pecho!
Notable ha sido la herida,
pero no querrán los cielos
que muera, aunque su valor
viviera en la fama eterna.

Pero los modelos iconográficos son cristianos, como advirtió Julián Gállego, que supo ver en el grupo del soldado herido y la mujer que lo cura un recuerdo del motivo muy común en el barroco de san Sebastián curado por santa Irene, y en la mujer sentada con el pequeño en los brazos una imagen de la Caridad cristiana, para significar la victoria de la Caridad sobre la Guerra, o, de nuevo, según la interpretación de Jonathan Brown y John Elliott, como una demostración de lo que cabía esperar de esa «comunión de espíritus» que era la Unión de Armas a la que aspiraba Olivares, representada en la mujer, portuguesa, que atiende al soldado español que ha derramado su sangre con el fin de recuperar Bahía para los fugitivos portugueses, que pueden ahora retornar a ella confiados.